# Wayne Gretzky Trophy
Wayne Gretzky Trophy je trofej pro vítězný tým západní konference v playoff Ontario Hockey League a je udělována od roku 1999. Ekvivalentem této trofeje pro vítěze východní konference playoff je Bobby Orr Trophy. Trofej by neměla být zaměňována s Wayne Gretzky 99 Award, která je každoročně udělována nejužitečnějšímu hokejistovi playoff OHL. 

## Seznam vítězů
- 1998–99 – London Knights
- 1999-00 – Plymouth Whalers
- 2000–01 – Plymouth Whalers
- 2001–02 – Erie Otters
- 2002–03 – Kitchener Rangers
- 2003–04 – Guelph Storm
- 2004–05 – London Knights
- 2005–06 – London Knights
- 2006–07 – Plymouth Whalers
- 2007–08 – Kitchener Rangers
- 2008–09 – Windsor Spitfires
- 2009–10 – Windsor Spitfires
- 2010–11 – Owen Sound Attack
- 2011–12 – London Knights
- 2012–13 – London Knights
- 2013–14 – Guelph Storm
- 2014–15 – Erie Otters
- 2015–16 – London Knights
- 2016–17 – Erie Otters
- 2017–18 – Sault Ste Marie Greyhounds